# Грип багатих
«Грип багатих» (англ. Rich Flu) — іспанський фільм режисера Гальдера Гастелу-Уррутії за сценарієм Педро Ріверо, Гальдера Гастелу-Уррутії та Давида Десола.

## Сюжет
Невідома хвороба починає вбивати найбагатших людей Землі, спочатку мільярдерів, потім мультимільйонерів, потім мільйонерів тощо. Люди по всьому світу впадають у паніку, намагаючись позбутися активів, які тепер нікому не потрібні.

## В ролях
- Мері Елізабет Вінстед — Лора Палмер
- Рейф Сполл — Тоні, чоловік Лори
- Діксі Еґерікс — Анна, донька Лори
- Лоррейн Бракко — Марта
- Тімоті Сполл — Себастьян Снейл старший
- Джона Гавер-Кінг — Себастьян Снейл молодший

## Виробництво
Іспанський режисер Гальдер Гастелу-Уррутія заявив про виробництво свого другого фільму «Грип багатих» після успіху свого дебютного фільму «Платформа», що досліджує теми соціальної нерівності. Продюсерами фільму стали Пабло Ларраїн та Хуан де Діос Ларраїн, а сценарій до нього написали Педро Ріверо, Гальдер Гастелу-Уррутія та Давид Десола. Фільм був офіційно анонсований 3 лютого 2022 року.
У фільмі знялися Даніель Брюль, Маколей Калкін, Мері Елізабет Вінстед та Тімоті Сполл. Зйомки фільму почалися в Іспанії восени 2022 року.